# Arjen Gerritsen
Arend Jan (Arjen) Gerritsen (Enter, 13 februari 1970) is een Nederlands politicus en bestuurder. Hij is lid van de VVD. Sinds 1 november 2023 is hij commissaris van de Koning in Flevoland.

## Biografie

### Studie en politieke carrière
Gerritsen ging naar het Christelijk Lyceum en de meao in Almelo. Daarna studeerde hij fiscale economie aan de Hogeschool Enschede. In 1994 kwam hij namens de VVD in de gemeenteraad van Wierden terecht als gemeenteraadslid en als fractievoorzitter. In januari 1998 werd hij er wethouder.

### Burgemeester
Vanaf 1 december 2002 was Gerritsen burgemeester van Haren. Bij zijn benoeming was hij met 32 jaar de jongste burgemeester van Nederland. Op 1 februari 2007 werd hij de burgemeester van De Bilt. Op 27 september 2016 werd hij burgemeester van Almelo. Hij was genomineerd als Beste Lokale Bestuurder van 2017 door het tijdschrift Binnenlands Bestuur. Op 1 november 2022 werd Gerritsen beëdigd voor een tweede termijn van zes jaar als burgemeester van Almelo.
Naar aanleiding van de aflevering 'De bende van Almelo' van het BNNVARA programma 'Opstandelingen' reageerde Gerritsen op 6 juni 2020 op de uitzending. Hij vond het beeld wat geschetst wordt van het functioneren van de gemeente Almelo ongefundeerd en eenzijdig.
In antwoord hierop schreef de regisseur van het programma, Kees Schaap, twee dagen later een open brief. Hierin verklaarde Schaap dat het journalistieke onderzoek degelijk is geweest. Een verklaring voor de eenzijdigheid moest, volgens de regisseur, gezocht worden in de weigering van de gemeente Almelo om de journalisten te woord te staan.

### Commissaris van de Koning
Op 5 juli 2023 werd Gerritsen door de Provinciale Staten van Flevoland voorgedragen als commissaris van de Koning. Op 25 augustus dat jaar werd hij door de ministerraad voorgedragen voor benoeming bij koninklijk besluit met ingang van 1 november dat jaar. Op 25 oktober dat jaar werd hij hiervoor beëdigd door de Koning.

### Nevenfuncties
Van 2008 tot 2014 was Gerritsen voorzitter van de VVD Kamercentrale Utrecht en in 2015 was hij zowel informateur als formateur van de College van Gedeputeerde Staten van Utrecht. In 2018 was hij informateur in Zaanstad. Van november 2016 tot mei 2021 was hij voorzitter van de VVD Bestuurdersvereniging.
Van oktober 2020 tot november 2023 was Gerritsen vicevoorzitter van G40, een netwerk van 41 (middel)grote steden in Nederland. In september 2022 werd hij voorzitter van Statiegeld Nederland.

### Persoonlijk
Gerritsen werd geboren en getogen in Enter. Hij trouwde en kreeg twee dochters en een zoon.